# Karl-Heinz Brunner
Pour les articles homonymes, voir Brunner.
Karl-Heinz Brunner (né le 14 mars 1953 à Munich), est un homme politique allemand du parti social-démocrate d'Allemagne (SPD). Il est élu membre du parlement allemand (Bundestag) lors des élections fédérales de 2013.

## Biographie
Après avoir fini l'école, Brunner étudie la gestion d'entreprise, le droit et le management à Reutlingen, Munich, Starnberg et Bratislava. Il travaille à llertisser Sonnenschein GmbH & Co. KG de 2005 à 2013, comme conseiller juridique et comme actionnaire dirigeant. Il est coéditeur du magazine politique “Berliner Republik”, ainsi que directeur général de “Freundeskreis Illertissen – Loket”. Il est membre honoraire de la Croix Rouge de Bavière depuis 1970, et du Workers' Welfare Organisation. Depuis 2011, il est maitre de conférences à l’Université de Sciences Appliquées de Biberbach, au département “Partenariats Publics-Privés”.

## Carrière politique
Brunner est membre du SPD depuis 1982. Il est engagé dans la vie politique locale depuis 1985. Il est maire de Illertissen de 1990 à 2002 et est membre du conseil régional de Neu-Ulm depuis 1996. 
Il est candidat pour la circonscription de Neu-Ulm/Günzburg en 2009 et 2013. Il y obtient un siège en 2013 via la liste bavaroise du SPD.
Au parlement (Bundestag), il est membre de la commission de Défense, ainsi que de la commission Affaires Juridiques et Protection des Consommateurs. Il est aussi membre du sous-comité Désarmement, Contrôle des Armes et Non Prolifération de la commission des Affaires Etrangères. À la commission de Défense, il est rapporteur de son groupe parlementaire pour l'Armée de l'Air allemande. À la commission des Affaires Juridiques, il est rapporteur de son groupe parlementaire pour les questions de faillite, et des droits LGBT.
Il est également membre du parti social démocratique d'Autriche et du parti social démocratique de la République Tchèque.